# 里韦拉-德尔弗雷斯诺
里韦拉-德尔弗雷斯诺（西班牙語：Ribera del Fresno）是西班牙埃斯特雷马杜拉巴达霍斯省的一个市镇。总面积186平方公里，总人口3395人（2001年），人口密度18人/平方公里。